# Vaccinium crassivenium
Vaccinium crassivenium är en ljungväxtart som beskrevs av Hermann Sleumer. Vaccinium crassivenium ingår i Blåbärssläktet, och familjen ljungväxter. Inga underarter finns listade i Catalogue of Life.